# Web flash festival
Le Web flash festival est un festival du contenu francophone et de la création sur Internet, présent au Centre Pompidou de 2002 à 2009, et créé par Guylaine Monnier. À partir de 2005, il est moins technologique et se consacre davantage à la création artistique sur internet.

## Organisation
Le Web flash festival, organisé par la société Regart.net a pour lieu d'accueil et partenaire le Centre Pompidou depuis sa première édition.
Nommé Flash festival en France à sa création, avec alors pour vocation la création Web utilisant le logiciel Flash d'Adobe, il est rebaptisé Web flash festival après 2005 et redéfinit totalement ses enjeux et perspectives. Il s'intéresse depuis aux nouveaux médias dans la création artistique et plus spécifiquement à la création net.art et multimédia, quelles qu'en soient la forme et les technologies. L'évènement se veut gratuit et ouvert à tous,.
Le Web flash festival présente généralement sur plusieurs journées et autour d'un thème spécifique mais non exhaustif, des conférences (techniques, démonstratives, artistiques ou performatives), des expérimentations et performances en direct, des soirées, des expositions, des séances de cinéma et la remise de prix récompensant les contenus francophones méritants de l'année,,.
La dernière édition du Web flash festival a eu lieu en 2009. En 2010, la 8e édition du Festival a été annulée sur désistement du partenaire et lieu d'accueil historique (Centre Pompidou).

### Conférences
Les conférences sont organisées pendant la journée et couvrent plusieurs pans de la création numérique. Elles sont animées par des professionnels autour des thématiques suivantes : net.art, multimédia et technologies :
- technologies émergentes ;
- présentation de créations net.art et multimédia ;
- présentation de studios ou agences de création web ;
- description commentée de contenus ou parcours ;
- table ronde autour de la thématique du festival ;
- show d'invités d'honneur.

### Création et compétition

#### Présentation des créations
La soumission des créations dans le cadre de la compétition annuelle du festival se fait en amont du festival. Toute création ne participe donc pas de manière systématique à cette compétition. Les soumissions se font pour une catégorie propre, elles doivent être en ligne et son auteur, francophone. Un jury de professionnels évalue ensuite ces créations à partir de critères établis.
Pendant le festival, un certain nombre de travaux réalisés en direct, comme la webjam ou bien le cadavre exquis de code, ont pour vocation de montrer la richesse de la création numérique.
Salle d'expérimentation : cette autre salle montre des projets à vocation plus artistiques et souvent innovants d'un point de vue soit artistique, conceptuel ou technologique. Certains d'entre eux sont le résultat de productions, de résidences de création ou de workshops (Écoles des Beaux-arts) menés en amont avec des artistes sur la thématique en cours d'étude.
Des œuvres interactives et des créations en ligne sont exposées sur la thématique de l'année.
Le cinéma est une autre discipline que le festival promeut. L'animation fait partie de la programmation chaque année.

#### Liste des prix
| Le grand Prix  | C'est un prix d'excellence décerné toutes catégories confondues. Il n'est apparu dans la compétition qu'à partir de 2005.  |
| Art Graphisme  | Ce prix récompense l'œuvre aux meilleures qualités esthétiques et artistiques.                                             |
| Art Net.art    | Ce prix est remis par le Centre Pompidou, il récompense l'œuvre aux meilleures qualités conceptuelles et artistiques.      |
| Animation      | Ce prix récompense la meilleure narration animée (ex : cartoon).                                                           |
| Expérimental   | Ce prix récompense récompense l'œuvre au meilleur contenu ou concept innovant, artistiquement ou techniquement.            |
| Présentation   | Ce prix récompense le meilleur site corporatif, de commerce, de boutique en ligne ou présentant une société, agence ou CV. |
| Jeu            | Ce prix récompense le meilleur jeu en ligne, multijoueurs ou monojoueurs.                                                  |
| Prix du public | Ce prix est décerné d'après le vote des internautes sur le site du festival.                                               |

## Éditions

### 2008:Jouable
Invités d'honneur : André Michelle et Quasimondo.
Productions : Dotred de David Guez, Terre@terre de L'École des beaux-arts de Paris.
Lauréats :
- Grand prix 2008 + Art Graphisme : Montréal en 12 lieux d'Urbania.
- Art Net.art : Bottox de Camille Spada et Constant Revest.
- Animation : Portraits ratés à Sainte-Hélène de Cédric Villain.
- Expérimental : Tant et Temps d'Eric Choisy.
- Présentation : Le Coq Sportif de l’agence Uzik.
- Jeu : Dreft Diamond Game d'Emakina.
- Prix du public : Blablaland de Didier Agani, Yoann Montalban et Jérôme Depys.

Jury :
André Michelle, Ausement Magazine, Béchamel, Catherine Cazalé (École Icart), les Designers interactifs, Maxime Desmet (Centre Pompidou), Denis Pansu (FING), Alice Gabbaï, Géraldine Gomez (Centre Pompidou), David Guez, Guylaine Monnier (Regart.net), Mario Klingemann (Quasimondo), Isabelle Arvers

### 2007:Fiction
Invité d'honneur : Erik Natzke.
Productions : Training sculpture de Michael Sellam, Subone de l'École des beaux-arts de Quimper, Orbitor d'Ana Maria de Jesus.
Lauréats
- Art Graphisme : Thanatorama d'Upian
- Art Net.art : Le partage de l'incertitude de anonymes.net
- Animation : Finally we have someone de Jingfei Li
- Expérimental : LAB de Mathieu Badimon
- Présentation : Le Crazy Horse Paris de 5e Gauche
- Jeu : Café Jeux de Motion-Twin
- Prix du public : Graphibulation de Emmanuel Urbin
- Grand Prix 2007 : Thanatorama d'Upian

Jury
Mathieu Anthoine (Yamago), Isabelle Arvers, Florence Carosi-Arcangeli, Catherine Cazalé (École Icart), Jérome Favre-Felix (Mégalo(s)), Géraldine Gomez (Centre Pompidou), Agence La Chose, Guylaine Monnier (Regart.net), Erik Natzke, David Rondel-Cambou et Andreas Pihlström (NTMY), Xavier Sirven (Centre Pompidou), Craig Swann (Crash!Media), Carlos Ulloa

### 2006:Webdocumentaire
Invité d'honneur : Grant Skinner.
Productions : Convexe d'Alexandre Leveuf, Nabaz'mob d'Antoine Schmitt et Jean-Jacques Birgé.
Lauréats
- Art Graphisme : Art-session/s4 d'Yoann Montalban
- Art Net.art : Superpositions  de Renaud Vercey, Collectif Position
- Animation Clip : Kenzo Printemps Eté de Frédéric Sofiana d'Evostruct
- Expérimental : Breaking Phone de Julien Lassort
- Présentation : Twoto de Twoto (Patrick Decaix)
- Jeu : Hammerfest de Motion-Twin
- Prix du public : Dofus Arena de Ankama
- Grand Prix 2006 : Breaking Phone de Julien Lassort

Jury
André Michelle, Carine Lemalet (LeCube), École Icart, Fousdanim, Francis Bourre, Géraldine Gomez (Centre Pompidou), Globz, Grant Skinner, Guylaine Monnier (Regart.net), Paris-Art, SoleilNoir, Anne-Marie Morice (Synesthésie), tokyoplastic, Ultralab / Labomatic, Xavier Sirven (Centre Pompidou)

### 2005:Intime
Invités d'honneur : Jared Tarbell et Geoff Lillemon.
Production : Inmyroom d'Agnès de cayeux.
Lauréats
- Art Graphisme : Arthur Rimbaud - 150 ans de Watoo
- Art Net.art : Sonoise de permeable.org
- Animation : Suicid d'Incorect
- Expérimental : La jungle des automates de Matthieu Gueritte
- Présentation : Issey Miyake d'Incandescence
- Jeu : Ma langue au chat par École de Design Nantes Atlantique
- Prix du public :  Un noël vraiment zinzin de Kartel
- Grand Prix 2005 : v.2 d'anonymes

Jury
Ankama Studio, Anne Roquigny, Arthur de Pins, Christine Van Assche (Centre Pompidou), ENST, Fluctuat.net, Geraldine Gomez, Guylaine Monnier, Isabelle Arvers, Jared Tarbell, Geoff Lillemon, Steve Whitehouse, Tabas, Upian, Vooz

### 2004:Édition légère
Lauréats
- Art : Auto Dungeon de Laurent Rodriguez
- Animation : L'inondation en 1910 était montée jusque là de Benoît Guillaume de DelaFarineEnBloc
- Expérimental : Boohbah de Poisson Rouge
- Présentation : Yann Arthus Bertrand de Maquetteetmiseenpage
- Jeu et Public : Dofus d'Ankama Studio
- Pompidou : Tokyo_Reengineering d'Eric Sadin (Partenariat/Réalisation techniqueGaspard Bébié-Valérian)

Jury
David Rondel Cambou (Overage4design), Eduard von Lindheim (Media Art Festival Madrettor, Rotterdam), Geneviève Gaukler (G2Works), Géraldine Gomez (Centre Pompidou), Guylaine Monnier (Regart.net), Isabelle Arvers (Commissaire d'exposition), Guillaume Leroux (Incorect), Nicolaï Chauvet (Studio Tanuki), Ferry Halim (Orisinal), Robert Lindström (Design Chapel), Wanda Egger (Réseau CCI de France), Computer Art.

### 2003:Art code
Invité d'honneur : Joshua Davis.
Production : Partage du geste de Rachid Ouramdane, LeCielEstBleu.org, Anomos, Panoplie.fr, J. Cordiez & B. Saint Guillain.
Lauréats
- Art : The Hospital d'Artus
- Animation : Mutafukaz de TEAMcHmAn
- Experimental : Audiogame de Marc Em
- Présentation : Magnolia d'Adenek
- Jeu : Kael ou la maison des rêves de Cédric Barthez et Mathieu Jacob
- Pompidou : conneXe de Watoo
- Public : Globulos de Globz

Jury
Alexandra Jugovic (Hi-RES!), Emma Birambeau (Canal+), Franck Lollierou (Supersoniks), Fred Fauquette (Analogiks Indians), Han Hoogerbrugge (Hoogerbrugge), Isabelle Arvers (Commissaire d'exposition), Joshua Davis (Praystation), Olivier Lacombe (Computerlove), Pierrick Calvez (1h05), Géraldine Gomez (Centre Pompidou), Guylaine Monnier (Regart.net), Studio multimédia, Véronique Brossier (v-ro)

### 2002:1reédition
Invités d'honneur : Amit Pitaru et James Paterson.
Lauréats
- Art : 1 h 5 de Pierrick Calvez
- Animation : Le secret minceur d'Œil pour œil
- Expérimental Abstract Music d'Atypic Lab
- Présentation : kenzo.com de Kozen, Subakt
- Jeu : romande-energie de Sérénia, de Romande énergie
- Public : Tibao de Grégory Korzéniowski
- Pompidou Spectacle - Cirque : Ziguigwi de Pascal Bruandet
- Pompidou Spectacle - Danse : Flyingpuppet (pour Ulchiro) de Nicolas Clauss et Jean-Jacques Birgé
- Pompidou Spectacle - Musique interactive : Superhighway of light d'Emovie

Jury
Amit Pitaru (Insert Silence), Arnaud Le Ouedec (Ici La Lune), Arnaud Mercier (Elixir Studio), David Passegand (Inook), Étienne Mineur (Incandescence), Géraldine Gomez (Centre Pompidou), Guylaine Monnier (Regart.net), Jan Everaerts (Designisdead.be), James Paterson (Presstube), Jean-Marc Broyer (Ubisoft), Laetitia Sellam (Beaux-arts Magazine), Tristan Philippe (Praktica).